# دیوید مکی
دیوید مکی (انگلیسی: David I. McKay؛ زادهٔ ۱۹۶۴/۱۹۶۵ (۵۹–۶۰ سال)) بانکدار و مدیر اجرایی اهل کانادا است، که هم‌اکنون بعنوان مدیرعامل رویال بانک کانادا فعالیت می‌کند.